# West Salem, Illinois
West Salem je vas v Okrožju Edwards v ameriški zvezni državi Illinois.
Po popisu prebivalstva iz leta 2000 v naselju živi 1.001 ljudi na 4,0 km².